# Robert Bauer
Robert Bauer, född 9 april 1995, är en tysk fotbollsspelare som spelar för Nefttji Baku.

## Klubbkarriär
Bauer började sin seniorkarriär i Ingolstadt 04. I augusti 2016 värvades han av Werder Bremen. Bauer debuterade den 26 augusti 2016 i en 6–0-förlust mot Bayern München.
Den 5 juli 2018 lånades Bauer ut till Nürnberg på ett låneavtal över säsongen 2018/2019.

## Landslagskarriär
Bauer var med i Tysklands trupp som tog silver vid olympiska sommarspelen 2016.